# Exotica
Exotica je hudební žánr pojmenovaný po albu Exotica z roku 1957 od Martina Dennyho, které bylo populární v 50. letech a první polovině 60. let 20. století, převážně mezi obyvateli amerických předměstí, kteří dospívali během druhé světové války. Hovorový výraz pro žánr exotica představuje jakousi náhražku tropů, pseudoprožitek ostrovní Oceánie, Jihovýchodní Asie, Havaje, Amazonie, Andách a kmenové Africe. Denny popsal hudební styl jako „kombinaci Jižního Pacifiku a Orientu... jak si mnoho lidí představovalo, jak to na ostrovech vypadá... ale je to čirá fantazie.“ Zatímco jádrem stylu jsou jižní moře, exotica odráží „hudební dojmy“ všech míst, od klasických turistických destinací po mytická „Šangri-la“.

## Historie
Album Ritual of the Savage (Le Sacre du Sauvage) Lese Baxtera bylo vydáno v roce 1952 a stalo se základem exoticy. Na albu figurovala svěží orchestrální aranžmá spolu s polyrytmy a objevují se na něm klasiky jako Quiet Village, Jungle River Boat, Love Dance či Stone God. Ritual je klíčovou exoticovou skladbou, která ovlivnila veškerou následující tvorbu. V průběhu padesátých let se Baxter v žánru našel a postupně vydal spoustu alb v tomto stylu, včetně Tamboo! (1956), Caribbean Moonlight (1956), Ports of Pleasure (1957) nebo The Sacred Idol (1960). Za své profesní vzory Baxter označil Ravela a Stravinského.
V roce 1957 Martin Denny vydal coververzi baxterovy Quiet Village, na které figuroval zpěv exotických ptáků a vibrafon namísto smyčců a která položila základy Polynéskému stylu hudby. Skladba se dostala na druhé místo žebříčku časopisu Billboard, přičemž samotné album Exotica se dostalo na první místo. Nová technologie stereo brzy rozšířila hudební záběr jak Dennyho, tak i dalších významných interpretů exoticy, jako Arthura Lymana či Juana Garcíi Esquivela.
Charakteristický zvuk exotických skladeb se opírá o řadu nástrojů: konga, bonga, vibrafony, indonéské a barmské gongy, boobamy (bambusové tyče), tahitské perkuse, čínský bell tree či japonské koto. Atmosféru exoticových skladeb dokresluje ptačí zpěv, řev kočkovitých šelem a dokonce i křik primátů, které mají představovat rizika džungle. Přestože některé písně mají text, zpěv se v žánru objevuje vzácně. Běžné jsou popěvky, abstraktní kvílení nebo zvuky zvířat.
Za předchůdce exoticy bývá považována hudba amerického skladatele Raymonda Scotta, neboť některé jeho skladby byly psány s úmyslem přesunout posluchače do exotických lokalit skrze moderní nástroje a zvukové efekty.
Díky popularitě exoticy v druhé polovině 50. let bylo vydáno velké množství nosičů, na kterých figurovaly coververze nedávno vydaných exoticových skladeb (hlavně od Lese Baxtera) a havajské a easy listeningové standardy. Nosiče obsahují skladby Exotica od Teda Auletty, Exotic Percussion od Stanleyho Blacka a jeho orchestru, Orienta od Geralda Frieda, Taboo a Taboo 2 od Arthura Lymana a The Sounds of Exotic Island od The Surfmen. Nicméně někteří skladatelé posouvali hranice žánru vydáváním alb s originálním obsahem a často neobvyklou instrumentací. Jde například o skladby Voodoo od Roberta Drasnina, Africana od Chaina, Pagan Festival od Dominica Frontierea a jeho orchestru nebo White Goddess od Franka Huntera. V roce 1959 většina amerických nahrávacích společností jako Columbia, RCA či Warner Brothers vydala minimálně jedno album s tématem exoticy.